# Cerkiew Świętych Konstantyna i Heleny w Kijowie
Cerkiew Świętych Konstantyna i Heleny – nieistniejąca cerkiew prawosławna w Kijowie.
Cerkiew znajdowała się w dzielnicy Padół, w zbiegu ulic Kyryliwśkiej i Szczekawyckiej. W XVII w. na jej miejscu znajdował się kościół katolicki. Został on zniszczony na polecenie Bohdana Chmielnickiego i zastąpiony drewnianą świątynią prawosławną. Przetrwała ona do pożaru w 1726. W 1734 z inicjatywy mieszczanina nazwiskiem Myncewycz wzniesiono nową, murowaną świątynię pod wezwaniem Świętych Konstantyna i Heleny. W latach 1747–1757 architekt Hryhorowycz-Barski dobudował do niej galerię i trzykondygnacyjną dzwonnicę, zaś w 1753 kaplicę św. Dymitra. W dzwonnicy znajdowała się dodatkowo kaplica św. Dymitra z Rostowa. Budynek reprezentował styl barokowy.
Cerkiew została zniszczona na polecenie władz radzieckich jeszcze w latach 20. XX wieku (opis Padołu z kolejnej dekady już o niej nie wspomina). Przetrwała jedynie kaplica św. Dymitra i część ścian dawnej dzwonnicy. 